# Пепин (Висконсин)
Пепин (енгл. Pepin) град је у америчкој савезној држави Висконсин.

## Демографија
По попису из 2010. године број становника је 837, што је 41 (-4,7%) становника мање него 2000. године.
| Група             | 2000.       | 2010.       |
| Белци             | 863 (98,3%) | 826 (98,7%) |
| Афроамериканци    | 1 (0,1%)    | 2 (0,2%)    |
| Азијати           | 5 (0,6%)    | 3 (0,4%)    |
| Хиспаноамериканци | 0 (0,0%)    | 2 (0,2%)    |
| Укупно            | 878         | 837         |